# الیکایی نیستان
الیکایی نیستان (نام علمی: Cantorchilus zeledoni) نام یک گونه از سرده کنارخوان‌ها است.